# 1978年盜竊罪法令
《1978年盜竊罪法令》（英語：Theft Act 1978；c 31）是英國國會的一項法令。它透過改革原有罪行的某些方面及增訂新的條文，增補了《1968年盜竊罪法令》第15及16條中所包含的欺騙罪行。
另見《2006年欺詐罪法令》。

## 條文

### 第1條 - 以欺騙手段取得服務
（第1條於2007年1月15日因《2006年欺詐罪法令》附表3而略去）
(1) 任何人以欺騙手段而不誠實地取得另一人的服務，即屬犯罪。
(2) 凡有他人被誘，藉着作出某作為，或藉着導致或准許作出某作為而授予利益，以為所授利益已獲或將獲支付代價，此等情況即屬取得服務。
(3) （第1(3)條於1996年12月18日由《1996年盜竊罪（修訂）法令》第4(1)(2)條增補）

相關案例有：
- R v Teong Sun Chuah and Teong Tatt Chuah [1991] Crim LR 463, CA
- R v Cooke (David) [1997] Crim LR 436, [1997] 4 CL 187, 3 Archbold News 2, CA
- R v Cummings-John [1997] Crim LR 660
- R v Naviede [1997] Crim LR 662, CA

### 第2條 - 以欺騙手段逃避法律責任
（第2條於2007年1月15日因《2006年欺詐罪法令》附表3而略去）
(1) 除第(2)款另有規定外，凡任何人以欺騙手段——
(a) 不誠實地獲得免除作出付款的全部或部分現有的法律責任，而不論該法律責任是他本人的或是另一人的；
(b) 意圖不履行作出付款的全部或部分現有的法律責任，或意圖讓另一人如此辦，而不誠實地誘使債權人或任何代表債權人申索款項的人等候付款（不論付款日期是否獲得延期）或放棄要求付款；或
(c) 不誠實地取得任何豁免或減除作出付款的法律責任，
則屬犯罪。
(2) 就本條而言，法律責任（liability）指可依法強制執行的法律責任；而第(1)款不適用於未獲接受或未被確立的為某項錯誤作為或不作為而支付補償的法律責任。
(3) 就第(1)(b)款而言，任何人被誘使接受支票或其他付款保證作為付款，作為有條件地抵銷已有的法律責任，須視為並非獲得付款，而是被誘使等候付款。
(4) 就第(1)(c)款而言，取得（obtains）包括為另一人取得或使另一人能夠取得。

### 第3條 - 不付款而離去
(1) 除第(3)款另有規定外，任何人明知須為任何已供應的貨品或已提供的服務即場付款，或明知被預期須為該等貨品或服務即場付款，而不誠實地離去，並無如所須般或被預期般付款，意圖逃避支付應付的款項，即屬犯罪。
(2) 就本條而言，「即場付款」（payment on the spot）包括在收取已予施工或提供服務的貨品時的付款。
(3) 凡貨品的供應或服務的提供是違法的，或提供服務所須付款是不能夠依法追討的，則第(1)款概不適用。
(4) （第3(4)條於2006年1月1日因《2005年嚴重有組織罪行及警察法令》而略去）

### 第4條 - 刑罰
第4(2)(a)條於2007年1月15日由《2006年欺詐罪法令》附表3廢除。

### 第5條 - 補充
第5(1)條於2007年1月15日由《2006年欺詐罪法令》附表3廢除。
第5(3)條由《1989年引渡法令》（Extradition Act 1989）第37(1)條及附表2廢除。

### 第6條 - 為北愛爾蘭制定相同的條文
參見《1978年盜竊罪（北愛爾蘭）令》（Theft (Northern Ireland) Order 1978；S.I. 1978/1407 (N.I. 23)）。

### 第7條 - 簡稱、生效日期及適用範圍
第7(2)條訂定，該法令在其通過之日開始的三個月時段結束時生效。其中「月」指公曆月。法令通過之日（1978年7月20日，即獲得御准之日）包括在三個月的時段內。這意味着該法令於1978年10月20日生效。該法令不可引伸適用於蘇格蘭或北愛爾蘭。

## 外部連結
- The Theft Act 1978 （页面存档备份，存于）, as amended from the National Archives.
- The Theft Act 1978 （页面存档备份，存于）, as originally enacted from the National Archives.